# Lenoir City
Lenoir City ist eine City im Loudon County in Tennessee, Vereinigte Staaten. Das U.S. Census Bureau hat bei der Volkszählung 2020 eine Einwohnerzahl von 10.117 ermittelt. Lenoir City ist eine Vorstadt von Knoxville.

## Geschichte
Die Cherokee nannten das Gebiet um Lenoir City Wa'ginsi und glaubten, dass dort eine große Schlange hauste, die jedem, der sie sah, Unglück brachte. Zu Beginn des 19. Jahrhunderts beanspruchte ein früher Pionier aus Ost-Tennessee, Richter David Campbell, einen Teil des heutigen Lenoir City, wo er eine Blockhütte und eine Getreidemühle errichtete. Anfang des 19. Jahrhunderts gewährte der Staat North Carolina General William Lenoir ein 2000 Hektar großes Stück Land, zu dem auch das heutige Lenoir City gehörte, als Bezahlung für seine Verdienste im Amerikanischen Unabhängigkeitskrieg, welcher mit einer Plantage die Grundlage für die heutige Stadt legte.

## Demografie
Nach der Volkszählung von 2020 leben in Lenoir City 10.117 Menschen. Die Bevölkerung teilte sich 2019 auf in 89,8 % Weiße, 0,9 % Afroamerikaner, 0,3 % amerikanische Ureinwohner, 1,1 % Asiaten und 4,3 % mit zwei oder mehr Ethnizitäten. Hispanics oder Latinos aller Ethnien machten 19,2 % der Bevölkerung aus. Das mittlere Haushaltseinkommen lag bei 39.867 US-Dollar und die Armutsquote bei 21,8 %.

## Persönlichkeiten
- John Bowers (* 1928), Autor